# Pietro Reale
Pietro Reale (Rovigo, 11 agosto 1963 – Rovigo, 3 dicembre 2022) è stato un rugbista a 15 italiano, di ruolo seconda e terza linea.

## Biografia
Cresciuto nel vivaio del Rovigo, debuttò in prima squadra a 18 anni nel 1981; con il club, del quale divenne capitano nel 1989, disputò tre finali scudetto consecutive dal 1988 al 1990 e una quarta nel 1992, tutte contro il Benetton di Treviso, con due vittorie, nel 1988 e nel 1990, e altrettante sconfitte.
Nel novembre 1987 esordì in nazionale maggiore a Kišinëv contro l'Unione Sovietica in Coppa Europa; disputò in totale 7 incontri in azzurro a tutto il 1992, l'ultimo dei quali a Melrose contro la Scozia A.
Laureato in architettura, dopo la fine dell'attività sportiva lavorò nell'impresa edile di famiglia e per un biennio, tra il 2013 e il 2015, fu dirigente sportivo presso lo stesso Rugby Rovigo.
Un malore cardiaco ne causò la morte nel pomeriggio del 3 dicembre 2022 durante il lavoro nel proprio studio d'architettura.

## Palmarès
- Campionati italiani: 2
Rovigo: 1987-88; 1989-90